# Sport-Club Freiburg 1983-1984
Questa voce raccoglie le informazioni riguardanti lo Sport-Club Freiburg nelle competizioni ufficiali della stagione 1983-1984.

## Stagione
Nella stagione 1983-1984 il Friburgo, allenato da Fritz Fuchs, concluse il campionato di 2. Bundesliga al 7º posto. In Coppa di Germania il Friburgo fu eliminato al secondo turno dall'Amburgo.

## Rosa
| N. |                     | Ruolo | Calciatore          |
| -- | ------------------- | ----- | ------------------- |
|    | Germania (bandiera) | P     | Siegfried Grüninger |
|    | Germania (bandiera) | P     | Günther Wienhold    |
|    | Germania (bandiera) | D     | Herbert Briem       |
|    | Germania (bandiera) | D     | Michael Dämgen      |
|    | Germania (bandiera) | D     | Rolf Maier          |
|    | Germania (bandiera) | D     | Karl-Heinz Wöhrlin  |
|    | Germania (bandiera) | C     | Reinhard Binder     |
|    | Germania (bandiera) | C     | Klaus Bury          |
|    | Germania (bandiera) | C     | Bernd Krajczy       |
|    | Polonia (bandiera)  | C     | Henryk Kruppa       |
|    | Germania (bandiera) | C     | Hermann Rudolf      |

| N. |                     | Ruolo | Calciatore          |
| -- | ------------------- | ----- | ------------------- |
|    | Germania (bandiera) | C     | Ralf Schöpperle     |
|    | Germania (bandiera) | C     | Karl-Heinz Schulz   |
|    | Germania (bandiera) | C     | Hans-Peter Schulzke |
|    | Germania (bandiera) | C     | Guido Stetter       |
|    | Germania (bandiera) | C     | Thomas Stickroth    |
|    | Ungheria (bandiera) | C     | Gabor Zele          |
|    | Germania (bandiera) | A     | Joachim Löw         |
|    | Germania (bandiera) | A     | Karl-Heinz Mähn     |
|    | Germania (bandiera) | A     | Herbert Reiß        |
|    | Germania (bandiera) | A     | Uwe Stächelin       |

## Organigramma societario
Area tecnica
- Allenatore: Fritz Fuchs
- Allenatore in seconda:
- Preparatore dei portieri:
- Preparatori atletici:

## Calciomercato

### Sessione estiva
| Acquisti | Acquisti            | Acquisti                | Acquisti |
| R.       | Nome                | da                      | Modalità |
| -------- | ------------------- | ----------------------- | -------- |
| D        | Herbert Briem       | Stoccarda II            |          |
| C        | Klaus Bury          | Offenburger             |          |
| D        | Michael Dämgen      | Sportfreunde Eisbachtal |          |
| P        | Siegfried Grüninger | Stoccarda               |          |
| C        | Bernd Krajczy       | Arminia Bielefeld       |          |
| A        | Karl-Heinz Mähn     | Magonza                 |          |
| A        | Herbert Reiß        | Arminia Bielefeld       |          |
| C        | Hermann Rudolf      | Ludwigsburg             |          |

| Cessioni | Cessioni       | Cessioni       | Cessioni |
| R.       | Nome           | a              | Modalità |
| -------- | -------------- | -------------- | -------- |
| A        | Robert Birner  | Ulma           |          |
| C        | Hubert Besl    | Bayreuth       |          |
| C        | Gernot Jüllich | Sandhausen     |          |
| A        | Hans Meisel    | Bayern Monaco  |          |
| D        | Frank Wormuth  | Hertha Berlino |          |

### Sessione invernale
| Acquisti | Acquisti      | Acquisti  | Acquisti |
| R.       | Nome          | da        | Modalità |
| -------- | ------------- | --------- | -------- |
| C        | Guido Stetter | Darmstadt |          |

| Cessioni | Cessioni | Cessioni | Cessioni |
| R.       | Nome     | a        | Modalità |
| -------- | -------- | -------- | -------- |

## Risultati

### 2. Bundesliga

#### Girone di andata
| Duisburg 6 agosto 1983, ore 15:00 CEST 1ª giornata | Duisburg   | 0 – 0 referto | Friburgo | Wedaustadion (3 500 spett.)\| Arbitro: \| Zimmermann \| |
| Arbitro:                                           | Zimmermann |               |          |                                                         |

| Arbitro: | Föckler |

|                         |           |             |
| Löw 28’, 88’ Schulz 77’ | Marcatori | 82’ Stetter |

| Arbitro: | Reinstädtler |

|                  |           |                                |
| Löw 23’ Mähn 31’ | Marcatori | 41’ (aut.) Schulzke 75’ Theiss |

| Bochum 20 agosto 1983, ore 15:00 CEST 4ª giornata | Wattenscheid 09 | 0 – 0 referto | Friburgo | Lohrheidestadion (2 500 spett.)\| Arbitro: \| Werner \| |
| Arbitro:                                          | Werner          |               |          |                                                         |

| Arbitro: | Huster |

|                    |           |            |
| Löw 14’ Dämgen 90’ | Marcatori | 69’ Thomas |

| Arbitro: | Pauly |

|                                         |           |            |
| Schlösser 42’ Kurtenbach 47’ Werres 73’ | Marcatori | 76’ Rudolf |

| Arbitro: | Boos |

|            |           |  |
| Birner 82’ | Marcatori |  |

| Arbitro: | Broska |

|                |           |                 |
| Marczewski 40’ | Marcatori | 38’, 74’ Dämgen |

| Arbitro: | Puchalski |

|                             |           |              |
| Wöhrlin 1’ (rig.) Briem 74’ | Marcatori | 8’ Klinsmann |

| Arbitro: | Barnick |

|            |           |  |
| Langer 42’ | Marcatori |  |

| Arbitro: | Stark |

|                   |           |  |
| Ferner 16’ (aut.) | Marcatori |  |

| Arbitro: | Jupe |

|                                                    |           |                                        |
| Dickert 20’ Kruszyński 39’ Kakoko 69’ Schlegel 82’ | Marcatori | 5’, 26’, 72’ Löw 33’ (aut.) Kruszyński |

| Friburgo in Brisgovia 22 ottobre 1983, ore 15:00 CET 13ª giornata | Friburgo  | 0 – 0 referto | Hessen Kassel | Dreisamstadion (3 000 spett.)\| Arbitro: \| Puchalski \| |
| Arbitro:                                                          | Puchalski |               |               |                                                          |

| Arbitro: | Matheis |

|                                                          |           |  |
| Dietz 7’ Clute-Simon 36’ Drexler 39’, 88’ Opitz 63’, 86’ | Marcatori |  |

| Arbitro: | Scheuerer |

|         |           |            |
| Löw 69’ | Marcatori | 29’ Birner |

| Arbitro: | Waltert |

|                                                 |           |  |
| Buschmann 3’, 42’ Jurgeleit 14’, 68’ Nohlen 85’ | Marcatori |  |

| Arbitro: | Ahlenfelder |

|                             |           |  |
| Stächelin 30’ Stickroth 89’ | Marcatori |  |

| Arbitro: | Mierswa |

|          |           |         |
| Blau 40’ | Marcatori | 26’ Löw |

| Arbitro: | Bodmer |

|                     |           |                          |
| Zele 12’ Rudolf 62’ | Marcatori | 26’ Hartmann 35’ Surmann |

#### Girone di ritorno
| Arbitro: | Diekert |

|             |           |               |
| Stetter 41’ | Marcatori | 21’ Wohlfarth |

| Arbitro: | Schütte |

|  |           |                     |
|  | Marcatori | 64’ Mähn 84’ Dämgen |

| Arbitro: | Waltert |

|                     |           |         |
| Groß 9’ Günther 44’ | Marcatori | 58’ Löw |

| Arbitro: | Niebergall |

|                                        |           |                 |
| Stickroth 1’ Mähn 35’, 87’ Wöhrlin 90’ | Marcatori | 78’ Schuhmacher |

| Arbitro: | Osmers |

|                                  |           |                |
| Olck 7’ Rombach 43’ Montanes 71’ | Marcatori | 81’ (rig.) Löw |

| Friburgo in Brisgovia 25 febbraio 1984, ore 15:00 CET 25ª giornata | Friburgo | 0 – 0 referto | Fortuna Colonia | Dreisamstadion (3 000 spett.)\| Arbitro: \| Eli \| |
| Arbitro:                                                           | Eli      |               |                 |                                                    |

| Arbitro: | Kasperowski |

|           |           |         |
| Kober 21’ | Marcatori | 32’ Löw |

| Arbitro: | Vasel |

|                         |           |                            |
| Zele 74’ Löw 89’ (rig.) | Marcatori | 40’ Vittinghoff 78’ Gaedke |

| Arbitro: | Broska |

|                           |           |               |
| Wiesner 31’ Klinsmann 35’ | Marcatori | 86’ Stächelin |

| Arbitro: | Huster |

|                              |           |                               |
| Mähn 14’ Krajczy 17’ Löw 47’ | Marcatori | 73’ Langer 85’ Brühl 90’ Bals |

| Arbitro: | Kespohl |

|                   |           |  |
| Funkel 17’ (rig.) | Marcatori |  |

| Arbitro: | Eschweiler |

|                      |           |            |
| Stickroth 74’ (rig.) | Marcatori | 32’ Kakoko |

| Kassel 19 aprile 1984, ore 20:15 CEST 32ª giornata | Hessen Kassel | 0 – 0 referto | Friburgo | Auestadion (6 000 spett.)\| Arbitro: \| Scheuerer \| |
| Arbitro:                                           | Scheuerer     |               |          |                                                      |

| Arbitro: | Theobald |

|            |           |  |
| Dämgen 52’ | Marcatori |  |

| Arbitro: | Stark |

|            |           |                                     |
| Kohnle 17’ | Marcatori | 7’ Löw 58’ Zele 79’ Mähn 85’ Dämgen |

| Arbitro: | Kasperowski |

|                       |           |                      |
| Stächelin 18’ Löw 51’ | Marcatori | 39’ (rig.) Jurgeleit |

| Osnabrück 12 maggio 1984, ore 15:00 CEST 36ª giornata | Osnabrück | 0 – 0 referto | Friburgo | Stadion an der Bremer Brücke (5 500 spett.)\| Arbitro: \| Pauly \| |
| Arbitro:                                              | Pauly     |               |          |                                                                    |

| Arbitro: | Wuttke |

|                |           |  |
| Löw 84’ (rig.) | Marcatori |  |

| Arbitro: | Puchalski |

|           |           |              |
| Beike 73’ | Marcatori | 16’ Schulzke |

### Coppa di Germania
| Arbitro: | Schäfer |

|                         |           |                  |
| Dämgen 33’, 43’ Löw 42’ | Marcatori | 63’, 68’ Schäfer |

| Arbitro: | Hontheim |

|          |           |                                                        |
| Mähn 86’ | Marcatori | 16’ Schröder 19’, 90’ Schatzschneider 69’ (rig.) Kaltz |

## Statistiche

### Statistiche di squadra
| Competizione      | Punti | In casa | In casa | In casa | In casa | In casa | In casa | In trasferta | In trasferta | In trasferta | In trasferta | In trasferta | In trasferta | Totale | Totale | Totale | Totale | Totale | Totale | DR |
| Competizione      | Punti | G       | V       | N       | P       | Gf      | Gs      | G            | V            | N            | P            | Gf           | Gs           | G      | V      | N      | P      | Gf     | Gs     | DR |
| ----------------- | ----- | ------- | ------- | ------- | ------- | ------- | ------- | ------------ | ------------ | ------------ | ------------ | ------------ | ------------ | ------ | ------ | ------ | ------ | ------ | ------ | -- |
| 2. Bundesliga     | 43    | 19      | 10      | 9       | 0       | 31      | 17      | 19           | 3            | 8            | 8            | 19           | 32           | 38     | 13     | 17     | 8      | 50     | 49     | +1 |
| Coppa di Germania | -     | 2       | 1       | 0       | 1       | 4       | 6       | 0            | 0            | 0            | 0            | 0            | 0            | 2      | 1      | 0      | 1      | 4      | 6      | -2 |
| Totale            | 43    | 21      | 11      | 9       | 1       | 35      | 23      | 19           | 3            | 8            | 8            | 19           | 32           | 40     | 14     | 17     | 9      | 54     | 55     | -1 |

### Andamento in campionato
| Giornata  | 1  | 2 | 3 | 4 | 5 | 6 | 7 | 8 | 9 | 10 | 11 | 12 | 13 | 14 | 15 | 16 | 17 | 18 | 19 | 20 | 21 | 22 | 23 | 24 | 25 | 26 | 27 | 28 | 29 | 30 | 31 | 32 | 33 | 34 | 35 | 36 | 37 | 38 |
| --------- | -- | - | - | - | - | - | - | - | - | -- | -- | -- | -- | -- | -- | -- | -- | -- | -- | -- | -- | -- | -- | -- | -- | -- | -- | -- | -- | -- | -- | -- | -- | -- | -- | -- | -- | -- |
| Luogo     | T  | C | C | T | C | T | C | T | C | T  | C  | T  | C  | T  | C  | T  | C  | T  | C  | C  | T  | T  | C  | T  | C  | T  | C  | T  | C  | T  | C  | T  | C  | T  | C  | T  | C  | T  |
| Risultato | N  | V | N | N | V | P | V | V | V | P  | V  | N  | N  | P  | N  | P  | V  | N  | N  | N  | V  | P  | V  | P  | N  | N  | N  | P  | N  | P  | N  | N  | V  | V  | V  | N  | V  | N  |
| Posizione | 11 | 5 | 6 | 6 | 5 | 6 | 6 | 4 | 4 | 6  | 6  | 6  | 7  | 7  | 7  | 8  | 8  | 8  | 7  | 8  | 8  | 8  | 7  | 8  | 8  | 8  | 8  | 8  | 8  | 9  | 9  | 9  | 9  | 8  | 7  | 7  | 7  | 7  |

Legenda:

Luogo: C = Casa; T = Trasferta. Risultato: V = Vittoria; N = Pareggio; P = Sconfitta.

### Statistiche dei giocatori
| Giocatore     | 2. Bundesliga | 2. Bundesliga | 2. Bundesliga | 2. Bundesliga | Coppa di Germania | Coppa di Germania | Coppa di Germania | Coppa di Germania | Totale   | Totale | Totale      | Totale     |
| Giocatore     | Presenze      | Reti          | Ammonizioni   | Espulsioni    | Presenze          | Reti              | Ammonizioni       | Espulsioni        | Presenze | Reti   | Ammonizioni | Espulsioni |
| ------------- | ------------- | ------------- | ------------- | ------------- | ----------------- | ----------------- | ----------------- | ----------------- | -------- | ------ | ----------- | ---------- |
| R. Binder     | 30            | 0             | 2             | 0             | 2                 | 0                 | 0                 | 0                 | 32       | 0      | 2           | 0          |
| R. Birner     | 9             | 1             | 1             | 0             | 1                 | 0                 | 0                 | 0                 | 10       | 1      | 1           | 0          |
| H. Briem      | 15            | 1             | 2             | 0             | 2                 | 0                 | 0                 | 0                 | 17       | 1      | 2           | 0          |
| K. Bury       | 11            | 0             | 0             | 0             | 1                 | 0                 | 0                 | 0                 | 12       | 0      | 0           | 0          |
| M. Dämgen     | 36            | 6             | 0             | 0             | 2                 | 2                 | 0                 | 0                 | 38       | 8      | 0           | 0          |
| S. Grüninger  | 24            | 0             | 0             | 0             | 0                 | 0                 | 0                 | 0                 | 24       | 0      | 0           | 0          |
| B. Krajczy    | 17            | 1             | 0             | 0             | 1                 | 0                 | 0                 | 0                 | 18       | 1      | 0           | 0          |
| H. Kruppa     | 1             | 0             | 0             | 0             | 0                 | 0                 | 0                 | 0                 | 1        | 0      | 0           | 0          |
| J. Löw        | 31            | 17            | 3             | 0             | 2                 | 1                 | 0                 | 1                 | 33       | 18     | 3           | 1          |
| R. Maier      | 24            | 0             | 5             | 0             | 1                 | 0                 | 1                 | 0                 | 25       | 0      | 6           | 0          |
| K. Mähn       | 36            | 6             | 1             | 0             | 2                 | 1                 | 0                 | 0                 | 38       | 7      | 1           | 0          |
| H. Reiß       | 8             | 0             | 0             | 0             | 0                 | 0                 | 0                 | 0                 | 8        | 0      | 0           | 0          |
| H. Rudolf     | 34            | 2             | 5             | 0             | 0                 | 0                 | 0                 | 0                 | 34       | 2      | 5           | 0          |
| K. Schulz     | 35            | 1             | 11            | 0             | 2                 | 0                 | 0                 | 0                 | 37       | 1      | 11          | 0          |
| H. Schulzke   | 32            | 1             | 6             | 0             | 2                 | 0                 | 0                 | 0                 | 34       | 1      | 6           | 0          |
| R. Schöpperle | 0             | 0             | 0             | 0             | 0                 | 0                 | 0                 | 0                 | 0        | 0      | 0           | 0          |
| G. Stetter    | 14            | 1             | 1             | 1             | 0                 | 0                 | 0                 | 0                 | 14       | 1      | 1           | 1          |
| T. Stickroth  | 34            | 3             | 1             | 0             | 1                 | 0                 | 0                 | 0                 | 35       | 3      | 1           | 0          |
| U. Stächelin  | 15            | 3             | 1             | 0             | 1                 | 0                 | 0                 | 0                 | 16       | 3      | 1           | 0          |
| G. Wienhold   | 14            | 0             | 1             | 0             | 2                 | 0                 | 0                 | 0                 | 16       | 0      | 1           | 0          |
| K. Wöhrlin    | 32            | 2             | 0             | 1             | 2                 | 0                 | 0                 | 0                 | 34       | 2      | 0           | 1          |
| G. Zele       | 35            | 3             | 10            | 0             | 2                 | 0                 | 0                 | 0                 | 37       | 3      | 10          | 0          |